# Tratado Hay-Pauncefote
El Tratado Hay-Pauncefote es un tratado firmado por los Estados Unidos y Reino Unido el 18 de noviembre de 1901, como paso previo legal a la construcción estadounidense del Canal de Panamá en Panamá. Anuló el Tratado Clayton-Bulwer de 1850 y dio a los Estados Unidos el derecho a construir y controlar un canal a través del istmo centroamericano para conectar el océano Pacífico y el océano Atlántico. En el Tratado Clayton-Bulwer, ambas naciones habían renunciado a construir un canal de este tipo bajo el control exclusivo de una nación.

## Antecedentes

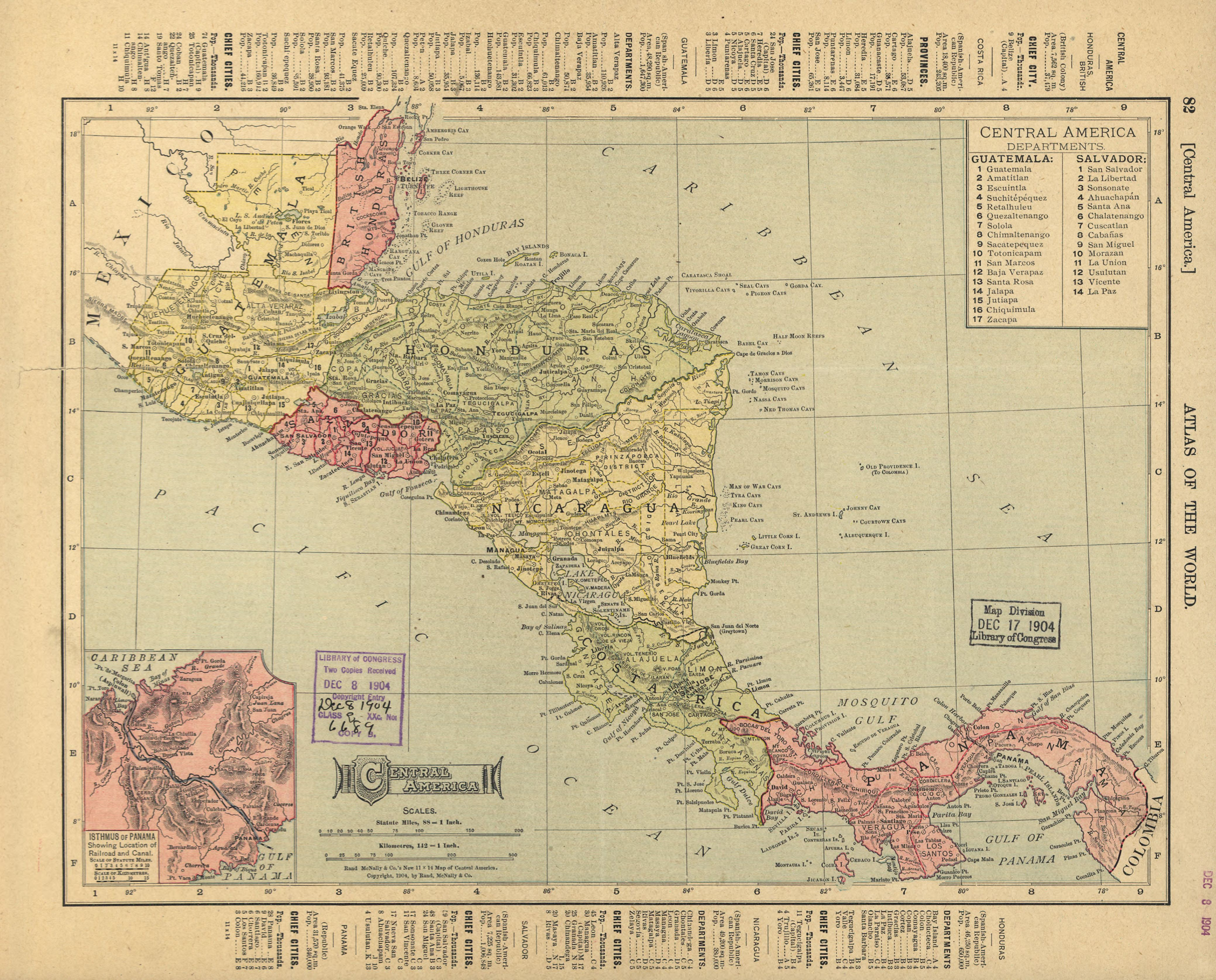
Mapa de América Central en 1904.

En los Estados Unidos, desde hacía algunos años, la irritación pública había ido en aumento por la restricción que el Tratado Clayton-Bulwer imponía a la acción independiente de ese país. El Imperio británico reconoció que su influencia en la región estaba disminuyendo y decidieron cultivar a los Estados Unidos como contrapeso a la influencia del Imperio Alemán en América Central y América del Sur. Se iniciaron nuevas negociaciones y Reino Unido dio a su diplomático instrucciones muy flexibles para que concediera todo lo que no anulara el principio esencial de neutralidad en el acceso al canal.

## Negociaciones
El 5 de febrero de 1900, el presidente estadounidense William McKinley envió un proyecto de tratado al Senado de los Estados Unidos. En él se disponía que:
- Los Estados Unidos podrían construir un canal o bajo su dirección
- El canal debería ser neutralizado permanentemente siguiendo el modelo del acuerdo del Canal de Suez (mantenerse abierto en todo momento, tanto en tiempos de guerra como de paz, a todos los buques, sin discriminación, y no construirse fortificaciones que dominaran el canal o las aguas adyacentes)
- Se debería invitar a otras potencias a sumarse a esta garantía de neutralidad.

Estas disposiciones provocaron una intensa oposición en los Estados Unidos, y el senador Henry G. Davis propuso una enmienda adoptada por el Comité de Asuntos Exteriores. La enmienda disponía que la cláusula de neutralización no impediría a los Estados Unidos adoptar cualquier medida que considerara necesaria para su propia defensa o la preservación del orden, declaraba específicamente derogado el Tratado Clayton-Bulwer de 1850 y eliminaba la tercera cláusula que invitaba a la concurrencia de otras potencias. El Senado ratificó el Tratado con esta enmienda el 20 de diciembre de 1900, pero Reino Unido se negó a aceptar el tratado enmendado y éste expiró por prescripción el 5 de marzo de 1901.

## Tratado
Los dos diplomáticos, el secretario de Estado de los Estados Unidos John Milton Hay y el embajador británico en los Estados Unidos Julian Pauncefote, se pusieron a trabajar en un acuerdo, que firmaron el 18 de noviembre de 1901. El presidente Theodore Roosevelt lo envió al Senado, que lo ratificó el 16 de diciembre. En su forma final, el Tratado Hay-Pauncefote derogó el Tratado Clayton-Bulwer, no prohibió a los Estados Unidos construir fortificaciones y no exigió que el canal se mantuviera abierto en tiempo de guerra. El Tratado concedió a los Estados Unidos el derecho a construir y gestionar un canal, siempre que se permitiera el acceso a todas las naciones y que el canal nunca fuera tomado por la fuerza.

## Controversia sobre los peajes

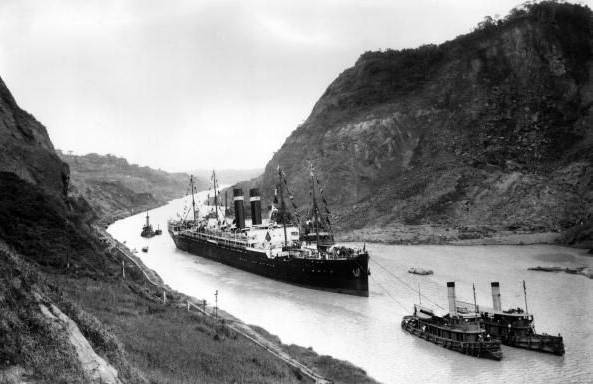
Un buque de pasajeros transita el canal de Panamá en el año 1915.

Antes de la apertura al tráfico del Canal de Panamá el 15 de agosto de 1914, surgió una controversia con Reino Unido respecto a la interpretación del Tratado Hay-Pauncefote. En virtud de la Ley del Canal de Panamá de 1912, los buques estadounidenses que participaban en el comercio de costa a costa entre puertos estadounidenses debían estar exentos de los peajes del canal. Sir Edward Grey, el ministro de Asuntos Exteriores británico, presentó una protesta y afirmó que la ley discriminaba a los buques británicos y otros extranjeros en contravención del Tratado, y solicitó que el Senado no tomara medidas sobre el proyecto de ley para que se pudiera enviar una declaración detallada, pero el presidente estadounidense William Howard Taft firmó la ley el 24 de agosto.
En una protesta formal presentada el 9 de diciembre, Grey declaró que «si bien el Tratado Hay-Pauncefote dejaba a los Estados Unidos en libertad de construir y proteger el canal, mantenía expresamente el principio del Artículo VIII del Tratado Clayton-Bulwer de 1850, que garantizaba al Imperio Británico el uso del canal en completa igualdad con los Estados Unidos de América». El 27 de febrero de 1913, Grey presionó para que se llevara a cabo un arbitraje. En los Estados Unidos, la objeción británica se consideró en general como un intento de interferir con los derechos soberanos de los Estados Unidos de regular su propio comercio y de utilizar el canal de la manera que considerara adecuada. Una minoría, encabezada por el senador republicano Elihu Root, sostuvo que la objeción británica se basaba en fundamentos sólidos.
El presidente Woodrow Wilson asumió el cargo en 1913 y el 5 de marzo de 1914 envió un mensaje al Congreso de los Estados Unidos en el que instaba firmemente a la revocación de la exención. Consideraba que la exención constituía una clara violación del Tratado Hay-Pauncefote y declaraba que sólo en los Estados Unidos existían dudas sobre su redacción. Proponía una "retirada voluntaria de una posición cuestionada y malinterpretada en todas partes". Se enfrentó a una fuerte oposición de los miembros de su propio partido, cuya plataforma del Partido Demócrata de 1912 los había comprometido a garantizar el libre paso de los estadounidenses. Sin embargo, el presidente Wilson obligó a los miembros de su propio partido a aceptar la revocación de la exención, pero no antes de que se hubiera insertado una disposición en el proyecto de ley que reservaba expresamente a los Estados Unidos el derecho a eximir a los barcos de los peajes en el futuro. Wilson firmó estas revisiones a la Ley del Canal de Panamá el 15 de junio de 1914. La derogación de la exención significó que los barcos estadounidenses pagarían la misma tarifa que los barcos de cualquier otra nación, en ese momento 90 centavos por tonelada de carga.